# Astragalus popovii
Astragalus popovii är en ärtväxtart som beskrevs av Nikolai Vasilievich Pavlov. Astragalus popovii ingår i släktet vedlar, och familjen ärtväxter. Inga underarter finns listade i Catalogue of Life.